# Martina Boscoscuro
Martina Boscoscuro est une joueuse italienne de volley-ball née le 2 septembre 1988 à San Donà di Piave. Elle mesure 1,65 m et joue au poste de libero.

## Clubs
| Club                    | Pays      | De        | À         |
| ----------------------- | --------- | --------- | --------- |
| AGS San Donà            | Italie    | 2001-2002 | 2004-2005 |
| Esperia Cremona         | Italie    | 2005-2006 | 2005-2006 |
| Volley Club Padova      | Italie    | 2006-2007 | 2006-2007 |
| River Volley Piacenza   | Italie    | 2007-2008 | 2007-2008 |
| Esperia Cremona         | Italie    | 2008-2009 | 2008-2009 |
| Scavolini Pesaro        | Italie    | 2009-2010 | 2009-2010 |
| Infotel Forlì           | Italie    | 2010-2011 | 2010-2011 |
| Dauphines Charleroi     | Belgique  | jan 2011  | mai 2011  |
| Puntotel Sala Consilina | Italie    | 2011-2012 | 2012-2013 |
| 1. VC Wiesbaden         | Allemagne | 2013-2014 | …         |

## Palmarès
- Supercoupe d'Italie
  - Vainqueur : 2009.
- Championnat d'Italie
  - Vainqueur : 2010.